# Кінематично подібні потоки
Кінематично подібні потоки (рос. кинематически подобные потоки; англ. kinematically similar flows; нім. kinematisch ähnliche Flüsse m pl – геометрично подібні потоки, для яких векторні поля швидкостей і прискорень є геометрично подібними та однаково орієнтованими відносно границь потоку. Траєкторії, описані геометрично подібними частинками кінематично подібних потоків, повинні бути також геометрично подібними й однаково орієнтованими відносно границь. 